# 灣景路
灣景路（英語：Bayview Avenue）為加拿大安大略多倫多的一條主要南北大道。多倫多段的長度為18（11英里）。
灣景路由多倫多湖邊近皇后東街（Queen Street East）開始。由於其起點位於多倫多灣，因而被命名為「灣景」。灣景路沿著彎曲的當河的河邊向北推進，直到近摩亞街（Moore Street）附近離開當河，以直線向北進發，直到士刁士路（Steeles Avenue）為止。灣景路遂進入多倫多以北的約克區，並稱為約克34號區道。但由於約克34號區道承接灣景路，約克區居民亦普遍稱約克區道34號為灣景路。

## 歷史
灣景路早期只是一條林中小徑，當時名為「東第一基綫」（First Concession Road East）；由於多倫多的南北道路以央街為東西分界，而灣景路則位於央街以東100鏈，是該道路以東的首條基綫，故名之。其後此路成為東約克和多倫多市的分界綫，故改稱「東約克道」（East York Road），之後再改為現稱。
於1964年以前，在當河谷園林公路（Don Valley Parkway）還沒有通車的時候，普遍北約克和約克區居民使用灣景路前往多倫多市中心。灣景路於摩亞街以南的一段，沿著當河，人煙稀少，故車速較快，為往多倫多市中心的首選路線。時至今日，此段路仍為不少司機所使用的路線，以避免當河谷高速公路的交通擠塞情況。

## 公共運輸
- 多倫多公車局11號灣景路巴士線：經新寧醫院（Sunnybrook Hospital）來往爹核士威老地鐵站（Davisville Station）與士刁士路（Steeles Avenue）